# Jaworzynka (Obidowa)
Jaworzynka – polana na zachodnich, opadających do doliny Lepietnicy zboczach Turbacza w Gorcach. Nazwa polany wskazuje, że dawniej rosły tutaj jawory, obecnie jednak zbocza Turbacza porastają głównie lasy świerkowe.
Jaworzynka położona jest na wysokości około 1070–1090 m na terenie prywatnym, poza granicami Gorczańskiego Parku Narodowego, we wsi Obidowa, w województwie małopolskim, w powiecie nowotarskim, w gminie Nowy Targ. Znajduje się na niej dom i zabudowania gospodarcze. Z polany ograniczony widok na dolinę Lepietnicy i Bukowinę Miejską.
Przez polanę nie prowadzi żaden szlak turystyczny. Powyżej znajduje się druga polana – Jaworzyna Obidowska.